# Отец
Отец (праслав. *оtьсь из *оtьkъ; разг. папа, батя, тятя) — мужчина-родитель по отношению к своим детям.   

## Этимология
В русском языке слово «отец» образовано от праславянского *otьcь из *otьkъ, производного от *оtъ с тем же значением. Основой является праиндоевропейское *at-ta (отец или мать) из детской речи. Схожие формы существуют в неиндоевропейских языках (ср. тур. ata, венг. atya).
Форма обращения «тятя» (как и та́та, тётя) исходит из детской речи и была распространена преимущественно в крестьянском обиходе.
Обращение «ба́тя» происходит от *bratrъ и первоначально было уменьшительно-ласкательным (с выпадением r и смягчением t) обращением к старшему брату. Позднее стало использоваться как семейное название родственника вообще. В отдельных славянских языках (как, например, в русском) получило значение «отец». Встречается форма батюшка. В словаре В. И. Даля отмечается, что в разговорной речи «братаня» и «батяня» употребляются в значении «друг», «товарищ».
Слово «папа» в русский язык, возможно, проникло из французского языка (фр. papa) и получило распространение в дворянской среде. Также происходит из детской речи.

## Определение
Согласно некоторым антропологам, человек, осознающий, как правило, своё отцовство, отличается этим от животных (тем более высших приматов). Утверждения, согласно которым некоторые племена (в частности, это утверждалось об австралийских аборигенах реки Талли) не представляют, «откуда берутся дети» либо не осознают отцовства конкретного лица (часто это связывали с предполагаемым институтом группового брака), современной наукой не подтверждаются.
Установление отцовства конкретного лица, неочевидного и связанного с зачатием и частной жизнью, является особой правовой проблемой. Известно латинское высказывание: «Mater semper certa; pater est quem nuptiae demonstrant» («мать всегда точно известна; отец определяется по браку»). Во многих правовых системах рождение ребёнка матерью довершалось особым актом со стороны отца, который признавал его своим (в римском праве — брал с земли на руки, tollere). «Кодекс Наполеона» ввёл формальную норму, согласно которой отцом ребёнка, рождённого замужней женщиной, считается её муж. С 1980-х годов для установления отцовства может привлекаться генетическая экспертиза.
В Римском праве (как и во многих традиционных обществах с патриархатом) отец семейства имел преимущественные права (Personae sui juris) по сравнению с членами своей семьи (вплоть до права жизни и смерти) и был посредником между ними и общественными институтами. Термин «отец» из-за этой особой роли исключительно часто используется в религии и идеологии.
Метафора отца как главы семьи и, шире, предка по мужской линии, распространяется на Бога как Творца (теонимы вроде Юпитер со словом «отец», обращение к Богу как Отцу — молитва «Отче наш»), священника как главу общины (авва, патер, батюшка, приставка «отец» к имени) и правителя как главы общества («Отце господине!» в «Ипатьевской летописи», отец отечества, «отцы города», патернализм, титул Сталина — «Отец народов»). Страна воспринимается как совокупность владения отцов — предков, отсюда термины отечество, отчизна, патриотизм.
Имя отца у многих народов входит в состав личного имени, образуя отчество (у древних греков, славян, германцев, восточных народов), в дальнейшем такие отчества могут давать начало фамилиям, которые передаются (чаще всего по мужской линии) из поколения в поколение.

## Биологическое отцовство
Биологический отец — мужчина, сперматозоид которого оплодотворил яйцеклетку женщины-матери.

## Небиологические отцы

### Социальный отец
Помимо биологического родителя, отцом также могут называть мужчину, выполняющего социальную роль отца, приёмного отца или отчима.

### Крёстный отец
В христианстве, крёстный отец — мужчина по отношению к тому, кого он крестил. Он несёт ответственность за христианское воспитание ребёнка, ручается за веру крещаемого и обязан разделить труды родителей по его воспитанию.

### Приёмный отец
Отчим — неродной отец для детей своей супруги, оставшихся у неё от предыдущего брака. По отношению к отчиму неродные дети именуются «пасынок» или «падчерица».
Усыновители могли не быть женаты вообще, например:

А когда в столице разгулялась холера, Мамонтов, близорукий и старательный, пошел в холерные бараки. Из этих бараков он однажды вывел за руку мальчонку, родители которого умерли, и привел сироту в свой дом.
— У него никого нет, — сказал домашним. — Зовут его Петькой, а отчество по мне будет — Ильич… Я усыновляю его!
Так, не будучи женат, он стал отцом…

## Цитаты про отцов
- Благоразумие отца есть самое действенное наставление для детей.

— Демокрит —
- Один отец значит больше, чем сто учителей.

— Джордж Герберт —
- Почему отец любит сына сильнее, чем сын отца? Потому что сын - его творение. Все бывают благосклонны к тому, что они сами создали.

— Аристотель —

## В религии
Христианство учит, что Отцом всех является Бог: «все же вы — братья; и отцом себе не называйте никого на земле, ибо один у вас Отец, Который на небесах» (Мф. 23:8-9). В православной церкви более расширенно отцами называют всех священнослужителей, являющих собою образ и подобие Иисуса Христа, почти всегда монашествующих мужчин, а иногда из уважения, мужчин также, сотрудников храма, заслуженных богословов и других церковных деятелей.